# Нова демокрация (Северна Македония)
Нова демокрация (на македонска литературна норма: Нова Демократија; на албански: Demokracia e Re) е политическа партия в Северна Македония.

## История
Създадена е през 2008 година от бивши членове на Демократическата партия на албанците. Неин председател до 2011 г. е Имер Селмани, един от седемте кандидати на президентските избори на Република Македония през 2009 година.